# Royal Indian Open
Il Royal Indian Open è stato un torneo femminile di tennis che si è giocato a Pune in India. La prima ed unica edizione si è disputata nel 2012. Faceva parte della categoria WTA 125 e si giocava sui campi in cemento del Shree Shiv Chhatrapati Sports Complex .

## Albo d'oro

### Singolare
| Anno | Categoria | Campionessa     | Finalista         | Punteggio |
| ---- | --------- | --------------- | ----------------- | --------- |
| 2012 | WTA 125   | Elina Svitolina | Kimiko Date-Krumm | 6–2, 6–3  |

### Doppio
| Anno | Categoria | Campionesse                        | Finaliste                             | Punteggio        |
| ---- | --------- | ---------------------------------- | ------------------------------------- | ---------------- |
| 2012 | WTA 125   | Nina Bratčikova Oksana Kalašnikova | Julia Glushko Noppawan Lertcheewakarn | 6–0, 4–6, [10–8] |